# 朱塞佩·马尔图齐
朱塞佩·马尔图齐（義大利語：Giuseppe Martucci，義大利語發音：[dʒuˈzɛppe marˈtuttʃi]；1856年1月6日—1909年6月1日），意大利作曲家，钢琴家，指挥家，音乐教育家。他的父亲是一位小号手，马尔图齐自幼学习钢琴，后进入那不勒斯音乐学院学习，毕业后留校任教，并从事演奏，指挥和作曲。
马尔图齐是当时意大利作曲家中罕见的不写作歌剧而以器乐作品为主要创作对象的人。其作品风格受到勃拉姆斯的影响很大，同时又结合了李斯特式的辉煌技巧，演出效果好，但风格略显保守。他的音乐活动为20世纪意大利器乐音乐的复兴打下了良好的基础，受到托斯卡尼尼和马利皮耶罗等人的赞誉，后者并认为马尔图齐的第二交响曲堪称意大利非歌剧音乐复兴的开端。

## 外部連結
- 朱塞佩·马尔图齐的免费乐谱，由国际乐谱典藏计划提供